# Вестник Российской литературы

Обложка первого номера журнала «Вестник Российской литературы»

«Ве́стник Росси́йской литерату́ры» — российский литературный журнал, основанный и возглавлявшийся 10 лет писателем Николаем Вороновым, после смерти которого в 2014 году редколлегия журнала приняла решение оставить его имя как имя главного редактора.
Днём рождения «Вестника» является 5 октября 2004 года — в этот день в Магнитогорском государственном университете прошла презентация первого номера журнала.
Создание журнала стало возможным благодаря попечительству ректора Валентина Романова, и первая презентация напечатанного в вузовской типографии журнала состоялась ещё в 2003 году под называнием «Вестник академии литературы».
В 2014 году специальный номер был посвящён публикациям крымских и севастопольских авторов.
В июне 2015 года вышел 24-й номер журнала, этот памятный в честь создателя журнала выпуск был посвящён 70-летию Победы и Году литературы.

## О журнале
Издание журнала «Вестник Российской литературы» осуществляется при содействии:
- Международного сообщества писательских союзов
- Магнитогорского государственного университета
- Академии Российской словесности
- Славянского фонда России
- Московской городской организации Союза писателей России
- Издательства «Глобус» (Москва)

Исходя из мысли, что литература служит средством постижения одним народом другого, по замыслу создателя журнала в нём, наряду с российскими, публиковались произведения японских, корейских, латиноамериканских писателей.

## Редакционная коллегия
Главный редактор
- Воронов Н. П.

Заместители главного редактора
- Рухмалёв С. А.
- Кулакова Е. Е.

Редколлегия
- Богухвал Н. Я.
- Венецкая А. Б.
- Власкин А. П.
- Уметбаев З. М.
- Павлов А. Б.
- Пономарёва Т. А.
- Троицкая Н. Г.
- Шевелёва И. М.

## Общественный совет
Председатели
- Романов В. Ф.
- Сорокин В. В.

Заместители председателя
- Коробков Ю. Д.
- Исакова Т. Г.

Члены Общественного совета
- Боков В. Ф.
- Гакина О. А.
- Гусев В. И.
- Гусейнов Ч. Г.
- Крупин В. Н.
- Нилов С. А.
- Устинов В. А.

## Вышедшие из печати выпуски
- 2004, № 1. — Москва, «Глобус», 104 с. Тираж: 1000 экз. ISBN 5-8155-0195-6
- 2005, № 2—3. — Москва, «Глобус», 248 с. Тираж: 1000 экз. ISBN 5-8155-0142-9 (ошибоч.)
- 2005—2006, № 4—5. — Москва, «Глобус», 292 с. Тираж: 1000 экз. ISBN 5-8155-0142-9 (ошибоч.)
- 2006, № 6—7. — Москва, «Глобус», 219 с. Тираж: 1000 экз. ISBN 5-88781-463-7 (ошибоч.)
- 2007, № 8—9. — Москва, «Глобус», 304 с. Тираж: 500 экз. ISBN 978-5-86781-535-6
- 2008, № 10—11. — Москва, АНКПО «СПАС», 300 с. Тираж: 500 экз. ISBN 978-5-86781-619-3
- 2009, № 13—14. — Москва, АНКПО «СПАС», 300 с. Тираж: 500 экз. ISBN 978-5-86781-671-1